# Impending Doom
Impending Doom (с англ. — «Надвигающаяся гибель») — христианская дэткор-группа из США. Коллектив выпустил семь полноформатных альбомов и одно демо. Участники группы называют свой стиль музыки как «gorship» — вокалист Брук Ривз объясняет: «Worshiping God through our gore-sounding music» (в переводе с англ. — «Служение Господу через нашу гор-музыку»).

## Дискография

### Студийные альбомы
- 2007: Nailed. Dead. Risen.
- 2009: The Serpent Servant
- 2010: There Will Be Violence
- 2012: Baptized in Filth
- 2013: Death Will Reign
- 2018: The Sin and Doom Vol. II
- 2021: Hellbent

### Демо
- 2005: The Sin and Doom of Godless Men

## Участники

### Текущий состав
- Брук Ривз — вокал (2005-н.в.)
- Дэвид Ситтиг — бас-гитара (2006-н.в.)
- Мэнни Контрерас — гитара (2005—2010, 2012-н.в.)
- Эрик Корреа — гитара (2013-н.в.)
- Брэндон Трахан — ударная установка (2009-н.в.)

### Бывшие участники
- Джон Альфаро — бас-гитара (2005—2006)
- Крис Форно — гитара (2005—2007)
- Грег Пьетерс — гитара (2006—2008)
- Энди Хегг — ударная установка (2007—2008)
- Чед Блэкуэлл — ударная установка (2008—2009)
- Кори Джонсон — гитара (2008—2012)
- Айзек Буэно — ударная установка (2005—2007, 2007)